# Hubert Gorbach

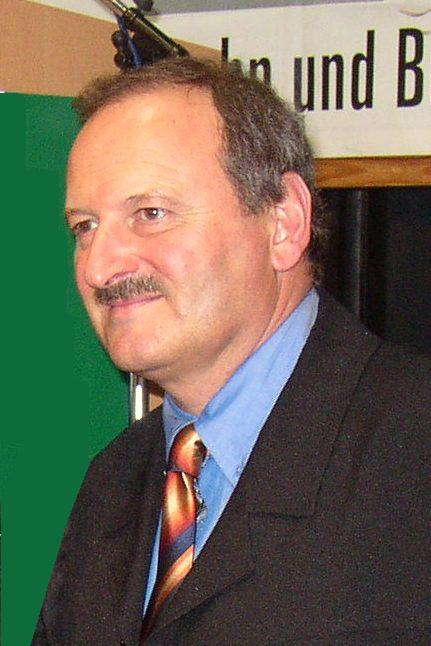
Hubert Gorbach (2005)

Hubert Gorbach (* 27. Juli 1956 in Frastanz, Vorarlberg) ist ein ehemaliger österreichischer Politiker (zuerst FPÖ, dann BZÖ). Gorbach war von 2003 bis 2007 Vizekanzler der Republik Österreich und Bundesminister für Verkehr, Innovation und Technologie in der Bundesregierung Schüssel II.

## Ausbildung und Beruf
Gorbach besuchte Schulen in Frastanz und Feldkirch; seine Matura legte er 1977 an der Handelsakademie ab. 1978 leistete er Präsenzdienst beim österreichischen Bundesheer. 1978/79 war er als Exportmanager beim Haushaltsgerätehersteller Elektra Bregenz tätig. Von 1979 bis 1987 war er Abteilungsleiter, Handlungsbevollmächtigter, Prokurist und Aufsichtsrat der Textilwerke Ganahl bzw. Ganahl AG. Von 1987 bis 1993 fungierte er als Geschäftsführer des Spezialschraubenherstellers Kolb GmbH. Von 1999 bis 2003 war er Aufsichtsrat der Vorarlberger Krankenhaus-Betriebsgesellschaft, von 2007 bis 2017 Aufsichtsrat bei der RHI AG, einem börsennotierten Hersteller von Feuerfestwerkstoffen. Aktuell ist Hubert Gorbach als Inhaber und Geschäftsführer der Gorbach Consulting GmbH, einem von ihm gegründeten Unternehmensberatungsunternehmen an seinem Wohnort in Frastanz, tätig.

## Politische Karriere

### Tätigkeit in der FPÖ
Von 1980 bis 1985 war er Bundesobmann des Rings Freiheitlicher Jugend (RFJ). Von 1980 bis 1985 war er außerdem Mitglied des Bundesparteivorstandes der FPÖ und von 1980 bis 1992 der Bundesparteileitung sowie von 1992 bis 2005 des Bundesparteipräsidiums. Von 1984 bis 1992 war er Landesparteiobmann-Stellvertreter und danach bis 2004 Landesparteiobmann der FPÖ Vorarlberg. Von 2000 bis 2002 fungierte er als Bundesparteiobmann-Stellvertreter.
Von 1985 bis 1992 war er Mitglied der Gemeindevertretung von Frastanz und von 1990 bis 1992 war er Mitglied des Gemeinderates von Frastanz.
Von 1989 bis 1993 vertrat er die Freiheitliche Partei als Abgeordneter im Vorarlberger Landtag. Dort war er Obmann des Volkswirtschaftlichen Ausschusses. Am 6. Oktober 1993 rückte Gorbach für den aus der Vorarlberger Landesregierung ausgeschiedenen Parteikollegen Hans-Dieter Grabher als Landesrat nach, ab 1999 war er Landesstatthalter in der Landesregierung; 2003 schied er aus dem Amt.
2000/01 war er Mitglied des ORF-Kuratoriums.

### Tätigkeit im BZÖ
Von 28. Februar 2003 bis 11. Jänner 2007 war Gorbach Bundesminister für Verkehr, Innovation und Technologie, ab 21. Oktober 2003 bekleidete er auch das Amt des Vizekanzlers, wobei er Herbert Haupt ablöste. In dieser Funktion diente ihm Gerhard Sailer als Ministersekretär. Bekannt wurde Gorbach unter anderem für die „Tempo 160-Probestrecke“ auf der Tauernautobahn sowie seinen Antrag auf Bewilligung eines Blaulichtes. Gorbach selbst erklärte später dazu, dass es den Antrag auf Bewilligung eines Blaulichtes für seinen Dienstwagen nie gegeben und sich die Berichte darüber als Zeitungsente herausgestellt hätten.
Am 5. April 2005 trat er, gemeinsam mit weiteren Spitzenvertretern der FPÖ, zur neu gegründeten Partei Bündnis Zukunft Österreich (BZÖ) von Jörg Haider über. Als am 11. April 2005 ein Vertreter der FPÖ Vorarlberg, die sich nicht dem BZÖ angeschlossen hatte und später ihre Selbständigkeit erklärte, den Ausschluss Gorbachs aus der Partei forderte, kam dieser seinen Kritikern zuvor und trat aus der FPÖ aus.
Nach den schweren Niederlagen des BZÖ bei Regionalwahlen in der Steiermark und Wien übernahm er den geschäftsführenden Vorsitz der Partei.
Ende Juli 2006 schloss Gorbach eine Kandidatur als Spitzenkandidat des BZÖ Vorarlberg für die Nationalratswahl in Österreich 2006 aus.
Während seiner Amtszeit verkaufte er in seiner Eigenschaft als Infrastrukturminister die ÖBB-Bodenseeschifffahrt an das Konsortium VLB, bestehend aus den Illwerken und dem Touristikunternehmen Walter Klaus.

### Berufliche Neuorientierung
Nach seinem Ausscheiden aus der Politik wechselte er als Manager der Unternehmensgruppe des Tourismusunternehmers Walter Klaus in die Privatwirtschaft. Nach nur vier Monaten verließ er das Unternehmen und gründete anschließend sein eigenes Beratungsunternehmen Gorbach Consulting, mit dem er unter anderem Infrastrukturprojekte in Russland und Belarus betreut. Seit 2009 ist Gorbach zudem Präsident der Schneiakademie, einer Fortbildungseinrichtung für Beschneiungstechnik.
Mediales Aufsehen erregte sein Brief an den britischen Finanzminister Alistair Darling, in welchem er mit dem Hinweis „The world in Vorarlberg is too small“ seine berufliche Situation schilderte. Für dieses Vorhaben benutzte Gorbach sein altes Briefpapier als Vizekanzler, mit den österreichischen Staatsinsignien, handschriftlich mit „a. D.“ für „außer Dienst“ ergänzt. Dieses Vorgehen wurde von Politikern wie Medien in Österreich scharf kritisiert, auch eine verwaltungsstrafrechtliche Verfolgung wurde zunächst nicht ausgeschlossen, nach kurzfristiger Verfolgung aber zurückgelegt. Sogar die britische Zeitung The Guardian sowie die Financial Times kommentierten den Brief ungewöhnlich spöttisch und veröffentlichten ihn auszugsweise. Vom österreichischen Übersetzer- und Dolmetscherverband Universitas wurde der Brief an den britischen Finanzminister Darling zur „Übelsetzung der Saison“ gekürt.
Im Dezember 2010 war Gorbach, wie er erklärte, auf Einladung des dortigen Außenministers Sjarhej Martynau, als Wahlbeobachter der Präsidentschaftswahl in Belarus 2010 in Minsk. Während Beobachter der OSZE in ihrem Bericht festhielten, dass die Wahlen keinen demokratischen Standards entsprächen, bescheinigte er dem Wahlgang, soweit er ihn beobachtete, „westeuropäischen Standards vollauf entsprochen“ zu haben.
Im August 2011 wurde bekannt, dass Gorbach verdächtigt wurde, die Neufassung der Universaldiensteverordnung (UDVO, regelt die flächendeckende Mindestversorgungspflicht mit Telekommunikationsdienstleistungen) im Jahr 2006 als Minister im Sinne der Telekom Austria durchgeführt zu haben und dafür nach seinem Ausscheiden aus dem Ministeramt von dem Unternehmen mit 264.000 Euro bezahlt worden zu sein. Dieser Vorwurf ist Teil der Telekom-Affäre. Von Josef Bucher, Obmann des BZÖ, wurde er daraufhin aus der Partei ausgeschlossen.  Die Ermittlungen gegen Hubert Gorbach im Zusammenhang mit der Telekom-Affäre wurden im Oktober 2017 im Rahmen einer Diversion gegen Zahlung eines Geldbetrags, der Verfahrenskosten und einer Teilschadensgutmachung von 100.000 Euro an die Telekom von der Staatsanwaltschaft eingestellt.
Ende Mai 2018 gab die Betreibergesellschaft zur Errichtung des Brennerbasistunnels (Brennerbasistunnel Gesellschaft – BBT SE) bekannt, dass Hubert Gorbach dem Aufsichtsrat der Gesellschaft angehören wird. Die BBT SE befindet sich zu je 50 % im Eigentum der Italienischen Republik und der Republik Österreich, wobei der österreichische Anteil von der, seit Februar 2018 von Aufsichtsratsvorsitzendem Gilbert Trattner geleiteten, ÖBB Infrastruktur AG gehalten wird. Die Tiroler Grünen kritisierten dies als parteipolitisch motivierte Besetzung. Anfang Mai 2020 schied er aus dieser Position wieder aus. Ersetzt wurde er durch die ehemalige Büroleiterin von Grünen Landesrätin Ingrid Felipe, Alexandra Medwedeff. Die FPÖ kritisierte dies als parteipolitisch motivierte Besetzung.

#### Führerschein-Affäre
Anfang November 2011 wurde in den Vorarlberger Nachrichten veröffentlicht, dass Gorbach sechs Monate zuvor, am 4. Mai 2011, mit 1,9 Promille am Steuer in eine Verkehrskontrolle nahe seines Heimatortes Frastanz geraten und der Führerschein ihm sofort abgenommen worden war. Der Obmann der Grünen Partei in Vorarlberg, Johannes Rauch, warf der Bezirkshauptmannschaft Feldkirch eine Sonderbehandlung in diesem Fall vor. Demnach soll Gorbach den Führerschein schon nach wenigen Tagen zurückbekommen haben. Die Grünen stellten diesbezüglich eine parlamentarische Anfrage, wodurch Gorbachs Alkoholfahrt erst Monate später der breiten Öffentlichkeit bekannt wurde. Interne Ermittlungen ergaben jedoch, dass es keine Sonderbehandlung gab. Gorbach bekam seinen Führerschein erst Mitte November 2011 zurück.

## Auszeichnungen (Auszug)
- 2004: Grosskreuz des Fürstlich Liechtensteinischen Verdienstordens.
- 2006: Kärntner Landesorden in Gold
- 2007: Großes Goldenes Ehrenzeichen am Bande für Verdienste um die Republik Österreich[19]
- 2014: Verdienstzeichen der Marktgemeinde Frastanz